# Далма (Бузау)
Далма (рум. Dâlma) насеље је у Румунији у округу Бузау у општини Скорцоаса. Oпштина се налази на надморској висини од 647 m.

## Становништво
Према подацима из 2011. године у насељу је живело 183 становника.